# Castell de Saleta del Mas
El Castell de Saleta del Mas o dels Marquesos de Monsolís és una masia gòtica de Sant Hilari Sacalm (Selva) declarada bé cultural d'interès nacional.

## Història
El Mas Saleta és documentat des del 1199. El 1853, la propietària Francesca Xaviera de Saleta i Descatllar, vídua del mariscal de camp Pere Nolasc de Bassa i Girona, que havia estat governador militar de Barcelona i que morí el 1835 quan intentava impedir la crema de convents, va rebre el títol de marquesa de Monsolís de mans de la reina Isabel II. El 1849, la seva filla Maria de la Concepció de Bassa i de Saleta es casà amb Guillem de Pallejà i d'Olzina (1819-1902), i l'hereu fou Josep Maria de Pallejà i de Bassa, III marquès de Monsolís.
Cap al 1895, Josep Maria de Pallejà i els seus parents Francesc de Puig i de Sisternes i Josep Nicolau d'Olzina i Ferret van fer una juguesca entre ells per a veure seria capaç de convertir la seva finca en el millor castell d'aire medieval des del punt de vista plàstic i funcional: el Mas Saleta, Can Bori a Samalús, i la Torre de Riu a Alp, respectivament. Finalment, va guanyar el primer, que hi va afegir les torres i altres elements neomedievals.
Guillem de Pallejà i Ferrer-Vidal (1889-1964), IV marquès de Monsolís. va adquirir l'església del Pilar del barri gironí de Pedret, i va sol·licitar-ne el trasllat a la seva finca. El projecte, autoritzat per la Reial Acadèmia de Belles Arts de Sant Ferran i sota la tutela de la Comissió Provincial de Monuments de Girona, fou realitzat el 1926 per l'arquitecte Rafael Masó i Valentí.

## Descripció
S'hi arriba agafant un trencall que hi ha a la dreta de la carretera de Sant Hilari a Osor, a 1 km del nucli urbà de Sant Hilari Sacalm. La finca està envoltada de bosc, però és tancada i no es pot visitar. La masia i la masoveria es poden contemplar des de la urbanització de Cal Sastre.
El gran casal, és un edifici de planta quadrangular (aquesta és l'estructura que tenia el mas originari), amb planta baixa i dos pisos, i està cobert per una teulada a quatre vessants. Hi ha gàrgoles. En algun dels angles hi ha torrelles, i en un dels angles una torre amb merlets, adossada, amb finestres gòtiques.
També hi ha adossada l'antiga església del Pilar de Pedret, una
capella gòtica (segle xvi), que va ser traslladada pedra a pedra des de Girona.
Els baixos del mas estan oberts amb grans arcades de pedra, i custodien una col·lecció de selles de muntar i carrosses, dels segles xvii-xviii.